# Козінкі
Козінкі (пол. Kozinki) — село в Польщі, у гміні Закшев Радомського повіту Мазовецького воєводства.
Населення — 163 особи (2011).
У 1975-1998 роках село належало до Радомського воєводства.

## Демографія
Демографічна структура станом на 31 березня 2011 року:
|          | Загалом | Допрацездатний вік | Працездатний вік | Постпрацездатний вік |
| -------- | ------- | ------------------ | ---------------- | -------------------- |
| Чоловіки | 83      | 26                 | 51               | 6                    |
| Жінки    | 80      | 14                 | 55               | 11                   |
| Разом    | 163     | 40                 | 106              | 17                   |